# Danza del corazón
Danza del corazón es el primer álbum del músico argentino Litto Nebbia junto a su nueva banda, La Luz. Fue grabado entre febrero y marzo de 2005 en los Estudios del Nuevo Mundo y editado por Melopea Discos, el sello independiente propiedad de Nebbia, quien además produjo el disco.
El ingeniero de grabación y masterización fue Mario Sobrino. La mezcla corrió a cargo de Sobrino y Nebbia. El diseño pertenece a Raúl Peyrás. El arte de tapa es obra del artista plástico Néstor Boscoscuro y la fotografía pertenece a Eduardo Martí.

## Lista de temas
1. Blues Del Día (3:27)
  - Letra y música: Litto Nebbia
2. Si No Hay (5:52)
  - Letra y música: Litto Nebbia
3. Retrato De Lola (4:33)
  - Letra y música: Litto Nebbia
4. ¡Qué Mujer! (3:11)
  - Letra y música: Litto Nebbia
5. Canción Del Bosque (4:09)
  - Letra y música: Litto Nebbia
6. En La Tierra El Sol (4:31)
  - Letra: Mirtha Defilpo
  - Música: Litto Nebbia
7. Allí Estaré (Alexandra Blues) (4:06)
  - Letra y música: Litto Nebbia
8. Armonía (Es Lo Que Necesito) (4:02)
  - Letra y música: Litto Nebbia
9. La Luz (5:34)
  - Letra y música: Litto Nebbia
10. Tatuaje Desnudo (4:51)
  - Letra y música: Litto Nebbia
11. Las Chicas De Hoy (That's How It Goes) (3:53)
  - Letra y música: Tony Hatch
12. Tigre (2:31)
  - Música: Litto Nebbia
13. Abrigos Del Mar (4:01)
  - Letra: Hugo Diz
  - Música: Litto Nebbia

## Personal

### La Luz
- Litto Nebbia: voz, guitarra, guitarra clásica, bajo, piano, piano eléctrico, sintetizador, órgano, timbalito, tambor marroquí, melódica, coros
- Ariel Minimal: guitarra, guitarra acústica, voz, armónica, coros
- Federico Boaglio: bajo, coros
- Daniel Colombres: batería

### Músicos invitados
- Patricio Villarejo: chelo en "Retrato De Lola", "En La Tierra El Sol" y "Allí Estaré (Alexandra Blues)"
- Jorge Negro González: contrabajo en "¡Qué Mujer!", contrabajo eléctrico en "Las Chicas De Hoy (That's How It Goes)"
- José Luis Person Properzi: coros en "¡Qué Mujer!"
- Fernando Blanco: coros en "¡Qué Mujer!"
- Mario Barassi: coros en "¡Qué Mujer!"
- Mariano Leiva: bajo en "En La Tierra El Sol" y "Abrigos Del Mar"
- Alejandro Franov: sitar y tambor udú en "Armonía (Es Lo Que Necesito)"
- Guadalupe Raventos: voz y coros en "La Luz"
- Alex Deluca: voz y recitado en "La Luz"

## Datos
- Federico Boaglio ingresó tardíamente a la grabación de este disco. Así lo atestiguan sus créditos, ya que sólo aparece en cuatro de las trece canciones del álbum.
- "Retrato De Lola" fue escrita en 1980.
- "¡Qué Mujer!" es una canción de 1965 que cuenta con la participación de tres de los miembros de la banda de rock Los Súper Ratones: Person Properzi, Fernando Blanco y Mario Barassi.
- "Canción Del Bosque" fue escrita en el verano de 2002 en la ciudad bonaerense de Cariló.
- "En La Tierra El Sol" fue escrita en 1977 por Mirtha Defilpo, responsable de las letras del disco de Nebbia Melopea, de 1974.
- "Allí Estaré (Alexandra Blues)" fue escrita en noviembre de 2004 y aparece como "dedicada a Loquillo" (por su hermano Alex).
- "Armonía (Es Lo Que Necesito)" fue escrita en 2004, lo mismo que "La Luz".
- "Tatuaje Desnudo" aparece "dedicada a Traffic".
- "Las Chicas De Hoy (That's How It Goes)" es una canción de Tony Hatch que Nebbia versionó al castellano. Otra versión conocida es en francés, por Richard Anthony: "Les Filles D'Aujourd'Hui".
- "Tigre" es un instrumental escrito en agosto de 2004 y dedicado por Nebbia a la ciudad bonaerense del mismo nombre, donde vive.
- "Abrigos Del Mar" fue escrita en 2001 por Nebbia y Hugo Diz, poeta rosarino.

- Datos: Q5480373